# Тшещина
Тшещина (пол. Trzeszczyna, произношение: [tʂɛʂˈt͡ʂɨna], нем. Heinrichsfelede) — деревня в Польше. Входит в гмину Лобез Лобезского повята в Западно-Поморском воеводстве, которое находится в северо-западной части страны. Деревня расположена примерно в пяти километрах к востоку от города Лобез и в 73 километрах к северо-востоку от польского города Щецин (столицы Западно-Поморского воеводства). Деревня является частью солецтва Дално. Население Тшещины составляет oколо 40 жителей.
Тшещына была основана в результате слияния земли, которые принадлежали купцу от имени Борхардт из города Лобез. В селе имеется парк, который вошел в реестр памятников. До 1945 Тшещина была на немецкой территории. Между 1975 и 1998 деревня принадлежала Щецинскому воеводству.